# آل باحسن (لودر)

تعديل مصدري - تعديل

آل باحسن هي إحدى قرى عزلة زارة بمديرية لودر التابعة لمحافظة أبين، بلغ تعداد سكانها 374 نسمة حسب تعداد اليمن لعام 2004.